# Robert Garcia (Art of Fighting)
Robert García (ロバート・ガルシア, Robāto Garushia) es un personaje de las series de The King of Fighters. Un practicante del Karate Kyokugenryu, su primera aparición fue como el deuteragonista en Art of Fighting y actualmente, uno de los personajes en The King of Fighters.

## Historia

### Art of Fighting
Robert es descendiente de una familia millonaria perteneciente al Clan García restauranteros de corazón se enamoro de King y para fingir que no tenía dinero, se convirtió en mesero del restaurante para enararse perdidamente de King. Su padre Alberto García conoció a Takuma Sakazaki en un viaje de negocios y se hicieron buenos amigos, allí Takuma acepta en entrenar a Robert y le enseña la difícil disciplina del Kyokugen. Robert entrena junto al hijo mayor de Takuma, Ryo y con la hermana menor llamada Yuri, Ryo y Robert entrenan fuertemente para poder dominar el estilo de pelea y cada quien logra perfeccionar a su manera este estilo. Robert es considerado hasta Art Of Fighting 3 como el "poderoso tigre" pero más adelante perfecciona el estilo Dragón. 
Pasado unos años de entrenamiento, el principal contrabandista del mercado negro de South Town más conocido como Gesse Howard de Fatal Fury pide a Takuma que se una a su organización, pero este rechaza su ofrecimiento, Gesse se enoja y pide a Mr. Big que secuestre a Yuri, la hija menor de Takuma, Mr. Big así lo hace y amenaza a Takuma con acabar con su rehén si él no acepta el ofrecimiento, Takuma se ve obligado a actuar para Gesse, allí nace "Mr. Karate". Robert se entera de lo sucedido y en su Ferrari rojo sale en busca de información sobre el paradero de Yuri, allí él se encuentra con Ryuhaku Todoh y éste le dice que él no sabe nada, que tal vez Jack Turner sabe algo, Robert logra llegar donde Jack y le pregunta por las malas en donde está Yuri, Jack le dice que él no haría eso pero que en el barrio chino se rumorea algo sobre ello, de allí parte directamente donde Lee Pai Long y vuelve a interrogar sobre el paradero de Yuri, Lee desconoce todo ese suceso pero le indica que en la taberna Lamour los guardaespaldas saben algo.
Robert se va renegando pero llega rápidamente a la taberna y le pide a King que se aleje porque podría salir lastimada, ella le dice que no la menosprecie por ser mujer así que se dispone a pelear, Robert la derrota y ella le dice que Yuri es amiga de ella pero que no tiene idea quien o por qué la secuestraron, Robert decide internarse en los barrios bajos de la ciudad y se topa con Mickey Rogers un exboxeador frustrado y le pide información, Micky como es de esperar no la da y después de un poco del estilo Kyokugen le informa a Robert que ella está en la base aérea, Robert inmediatamente llega a la base y se da cuenta de que John Crawley no la tiene pero que el si sabe dónde está, John habla y le dice que su jefe Mr. Big la tiene secuestrada en una fábrica, Robert se dirige allí y confronta a Mr. Big, la pelea es muy dura pues este no pelea limpiamente, pero al final Robert sale victorioso pero muy lastimado e interroga a Mr. Big este le cuenta que ella se encuentra en el dojo de la familia y que cuando llegaran se encontrarían una gran sorpresa, Ryo que también había estado investigando por su lado se dirige al dojo y pelea con Takuma, allí Ryo lo derrota con el haoshokoken y cuando está a punto de dar el golpe de gracia Yuri sale a proteger a su padre y a decir la verdad de su secuestro, Robert llega al dojo y se entera de eso, y ahí termina el juego "Art of Fighting". En su secuela, Robert se encuentra descansando en su mansión en South Town cuando Gesse convoca a muchos rufianes y maleantes del bajo mundo para una especie de torneo, los Sakazaki están al margen, pero también se ven involucrados, además, muchos peleadores como Tem Jin y Eiji Kisaragi entran a la ciudad, Yuri y Takuma también participan. Aquí García se enfrenta a muchos, incluso a la pequeña Yuri lo cual es algo cómico-dramático. Al llegar donde nuevamente Mr. Big este confiesa que hay un poder más grande que el detrás de todo esto, que Gesse Howard domina la ciudad y que ya no hay nada que hacer, ROBERT se dirige y se enfrenta con GESSE, pero al derrotarlo Gesse se escapa y se dirige hacia su avión privado. Un sirviente le informa que hay un hombre que le está pisando los talones y que puede ser un gran problema, Gesse ordena que hay que acabar con ese sujeto llamado Jeff Bogard (Padre adoptivo de Terry Y Andy). Mientras Robert se encuentra celebrando en su casa, llega Yuri, ella está muy bonita y felicita a Robert por su victoria, Robert le dice que gracias, Yuri le dice que estaba preocupada por el, Robert se alegra y le dice: uno se preocupa por los que quieres, esto lo dice con doble sentido, Yuri lo golpea con mucha pena y le dice que deje de molestar, que no bromee, Robert queda noqueado en el suelo; en el final de la historia por parte de Yuri ella está en el Gimnasio muy contenta cuando de repente aparece Robert y le felicita por su victoria en el torneo, allí mismo llegan un grupo numeroso de fanes de Yuri (todas mujeres) y le felicitan y le piden autógrafos, incluso se la llevan y dejan nuevamente a Robert tirado en el suelo; en el final de King, Ryo y Robert aparecen con Jan, el hermano menor de King, quien está muy contenta y les agradece, (esto hace que King se retire del bajo mundo).

### King of Fighters
Un día estaban en el Dojo Takuma y sus alumnos cuando reciben una invitación a participar en un torneo organizado a nivel mundial, en equipos de tres, nadie firmaba, solo estaba la letra "R" Ryo y Robert quedaron pensativos pero Takuma vio que esta sería una genial oportunidad para dar a conocer el Dojo en todo el mundo, esto se los comunicó a todos y Robert que es un experto en negocios supo que lo quería Takuma era publicidad gratis por parte del dolor y sufrimiento de Robert y Ryo, Yuri muy contenta explicó que ella también quería participar pero Takuma le negó rotundamente su participación, Robert trato de convencer a su maestro que la dejara participar pues así el tendría más oportunidad de coquetearle, Takuma no quiso y los coloco a entrenar más duro. el día del torneo llegó y ya el equipo Kyokugen estaba listo, estaban representando a México pues Japón e Italia ya estaban ocupados, pero para sorpresa de todos Yuri se había buscado otro equipo con King y Mai Shiranui, representando a Inglaterra, Robert se emociona y le da más fuerzas verla participando. todos hacen un buen papel pero al llegar donde el organizador del torneo descubren que se trata de un contrabandista del mercado negro aún mucho más fuerte e importante que Gesse, su nombre Rugal Bernstein quien muy caballerosamente les pide que se unan a su colección de estatuas, coleecion que él ha hecho con los luchadores derrotados (estas estatuas son los personajes de Street Figthers), como es de esperarse Takuma, Ryo y Robert se oponen y le derrotan, al final aparecen en el muelle mirando como el portaaviones de Rugal se hunde, mientras esto pasa Takuma muy serio se da cuenta de que deben entrenar más duro que antes, y al comunicarlo Ryo y Robert salen corriendo. en el siguiente año Rugal vuelve a mostrar su rostro pero esta vez su aspecto ha cambiado, el ya había destapado el poder de Orochi y su cuerpo no supo resistirlo (cosa que YAGAMI si) aquí el equipo de Art of Fighting lo derrota nuevamente y al estar en una montaña Takuma confiesa que el ya está muy viejo para luchar que es mejor una retirada digna, así que les dice que deben entrenar aún más pues ellos ahora son responsables del Dojo, Robert solo se tapa la cara y dice: lo sabíamos.

### Art of Fighting
En el año de 1996 Freía, una amiga de infancia de Robert se encuentra con él y le cuenta que su Hermano WYLER se ha tomado una fórmula que da mucho poder pero que el ahora no es el mismo, Robert decide acompañarla, Ryo muy preocupado sale en busca de su amigo y Yuri, al llegar y encontrarse Robert les relata lo que pasó con Wyler, Ryo colabora para vencerlo, y al final Robert decide irse a Hawái.

## Curiosidades
Extraoficialmente se dice que el diseño de Robert está basado en el actor y artista marcial Steven Seagal (quien cuando Robert García fue creado gozaba de un gran éxito mundial), en el actor cubano Andy García y en el personaje de la serie Miami Vice James "Sonny" Crockett. De hecho, comparte varios detalles característicos con este último, como el vestuario (que solo es cambiado de color) o incluso el hecho de que también conduce un Ferrari Testarossa.
Robert García puede ser visto generalmente el dirigir una Ferrari F40, en videojuegos de lucha Art of Fighting (1992) y Art of Fighting 2 (1994). Sin embargo, para juzgar para a fecha de nacimiento de sus personajes, el coche no fue producido hasta el año de 1987. Fabricación de los acontecimientos del Art of Fighting a suceder en final de los años de la década de 1980 y de comenzar de la década 1990.
Cuando Robert apareció por primera vez en el juego "Art Of Figthing 1" debido a su apellido, muchos fanes tenían la idea de que Robert era mexicano, especialmente cuando en KOF el equipo de Robert, Ryo y Takuma representaban a México, razón por la cual se pensó por cierto tiempo que era natural de allí, sin embargo, tiempo después SNK aclaró que la nacionalidad de Robert es italiana.
El personaje de Dan Hibiki, de Street Fighter, es una parodia de Robert y de Ryo Sakazaki, básicamente es un Ryo con douji rosa y cabeza con coleta con la cara de Robert caricaturizada. Y los movimientos muy parecidos, como burla al estilo Kyokugen-ryu.
Otra curiosidad más importante, tiene cierto parecido a Ken Masters, ambos son hijos de una familia rica y son entrenados con el mismo estilo de combate

### Estilo de pelea
Tiene un estilo de lucha bastante amplio. En la saga de King Of Fighters su puño y patada fuerte estático han sido de gran alcance. SNK ha cambiado durante mucho tiempo el estilo de combate de Robert en las diferentes entregas lo que ha dificultado la jugabilidad entre las diferentes versiones de los juegos. Los movimientos especiales de Robert puede diferir dependiendo de la versión jugada y obviamente la saga, ya que en Art Of Fighting muchos de sus movimientos son modificados o incluso suprimidos.
Deep Uppercut / Dragon Punch: Es una técnica especial propia del Dojo Sakazaky, consiste en una elevación total del cuerpo y una rotación de 360 grados con el puño extendido. Sirve para bloquear casi todos los ataques aéreos y su ataque iniciar desde el suelo y se proyecta hasta el cielo, este movimiento es muy parecido al shoryuken de Ryu y Ken de Street Fighter.

### Críticas
Aunque su estilo de pelea es bastante fuerte en algunas ediciones de KOF sus movimientos parecen decaer. De KOF 94 a 95 sus movimientos y combinaciones son devastadores al punto de poder quitar toda la barra de vida al retador. Esto se debe a dos razones: en estas dos ediciones posee sus técnicas básicas mejoradas provenientes del art of fighting y a la vez que estas le permiten dar ataques ofensivos a distancia puesto que se podía usar el ryoko-en bu y las patadas voladoras. 
En las ediciones del KOF 96 a 98 su estilo baja en cuanto a la capacidad ofensiva haciéndolo más de ataques cuerpo a cuerpo. Es decir disminuye la fuerza de su patada voladora que antes golpeaba al oponente de un extremo al otro para simplemente golpearlo tres veces con los pies en el aire. el koho ken tampoco ya no sale despedido ahora solo sale como una ráfaga corta.
De las ediciones posteriores desde KOF 99 a 2001 solo en KOF 2000 recupera casi toda su capacidad de ataque al punto de realizar combinaciones capaces de liquidar al oponente.
en el KOF 2002 Robert queda con sus llamados movimientos básicos estilo KOF 94 aunque distan de ellos en la intensidad de fuerza. su jugabilidad disminuye debido a que su ofensiva ya no cuenta con los golpes contundentes de las ediciones pasadas aparte de no contar con sus movimientos más hábiles que posee (patadas voladoras y patada invertida de dragón) dejándolo en desventaja frente a otros personajes que no se ven afectados con el paso de las sagas de KOF. Quizá se deba a que siempre los nuevos personajes tienen más ventajas sobre los antiguos.

### Situación amorosa
Con el paso del tiempo, Robert comenzó a tener intereses románticos con la hermana de su amigo, Yuri Sakazaki. Robert ha tenido un gran interés en Yuri desde la primera vez que se conocieron, y según él, con gusto le propondría matrimonio si no fuera por Takuma Sakazaki y Ryo Sakazaki, quienes sobre-protegen a Yuri.